# Europa (rakieta)
Europa – rodzina dwóch rakiet nośnych produkowana przez Europejską Organizację Rozwoju Rakiet Nośnych. Była to czterostopniowa rakieta będąca modyfikacją brytyjskiego pocisku balistycznego Blue Streak, która miała wynosić na orbitę okołoziemską satelity budowane przez ESRO. Podobnie do Europy 1, jak i radzieckiej ciężkiej rakiety N1, Europa 2 była rakietą o wysokiej awaryjności, gdyż jej jedyny start zakończył się eksplozją rakiety na wysokości 79 km.

## Historia
Rakieta Europa I pierwszy raz wystartowała w 1964 roku. Rakiety te miały łącznie 9 lotów.
Historia Europy 2 rozpoczyna się w roku 1970, kiedy to zostaje anulowany start Europy 1 z kompleksu CECLES w kosmodromie Kourou w Gujanie Francuskiej. Rok później Europa 2 startuje z tegoż kompleksu w piątek 5 listopada. Na wysokości 79 km następuje wybuch rakiety. Szczątki rakiety spadły do Atlantyku. Winą za nieudany start Europy 2 całkowicie obarczona została Republika Federalna Niemiec. Awaria tej rakiety spowodowała całkowite zaprzestanie prac nad rakietami Europa 3 i Europa 4. Następczynią Europy 2 została rakieta Ariane 1, korzystająca z tego samego kompleksu startowego (przemianowanego na ELA-1). Pierwszy start Ariane 1 odbył się w 1979 roku.